# Храм Космы и Дамиана (Тверь)
Церковь Космы и Дамиана — уничтоженный в советское время православный храм, располагавшийся в историческом центре Твери. Располагался на улице Желябова, которая до революции называлась Козьмодемьяновской.
Каменный храм Косьмы и Дамиана, также известный как Сретенский, был построен в 1763 — 1767 годах на средства тверского купца Татаринцева на месте прежнего деревянного.
Храм представлял собой кубический пятиглавый четверик, соединённый с трапезной и колокольней. В декоре здания сочетались формы, традиционные для нарышкинского стиля, с элементами, характерными для западного барокко. Внутри стены были покрыты росписью.
В 1930-х годах храм был уничтожен советскими властями. В настоящее время на месте церкви находится территория Гимназии № 12.